# ماکاروفکا (شهرستان چکماگوشفسکی، باشقیرستان)
ماکاروفکا (انگلیسی: Makarovka, Chekmagushevsky District, Republic of Bashkortostan) یک شهرک در شهرستان چکماگوشفسکی استان باشقیرستان کشور روسیه است.